# 舞-HiMEプロジェクト
舞-HiMEプロジェクト（まいひめプロジェクト）とは、2004年から開始された、アニメ制作会社サンライズのアニメシリーズとそのメディアミックスの呼称。
通常、アニメや漫画でのキャラクター（以下キャラ）使用はその作品限りであり、続編が制作されない限りほかの作品に登場することはない（作画の都合上登場人物の画風が似ると言うものは除く）。しかし、サンライズでは『舞-HiME』の次に制作した『舞-乙HiME』では、作品内の設定が違うにもかかわらず、前作のキャラ及び主演声優をそのまま、もしくは性格の一部を変更した上で本作に持ち込み、サブキャラとして新規制作である本作登場人物と競演させるという手法を用いている（キャラクタースターシステム）。

## 作品
- 舞-HiME（テレビアニメ、2004年 - 2005年）
- 舞-乙HiME（テレビアニメ、2005年 - 2006年）
  - 舞-乙HiME Zwei（OVA、2006年 - 2007年）
  - 舞-乙HiME 0〜S.ifr〜（OVA、2008年）
- 舞-HiME★DESTINY 龍の巫女（小説、2007年 - 2008年）
- 舞-HiME狂走曲（ラプソディ） 猫姫@日記（ねこひめブログ）（小説、2008年 - 2009年）

## 舞-HiMEプロジェクトでの相違

### 舞-HiMEプロジェクトで引き続き登場するキャラ
登場キャラの共通名はカタカナで。キャラ名後ろの括弧内の名前は、舞-HiME/舞-乙HiMEとする。
- アオイ（瀬能あおい/アオイ・セノー）
- アカネ（日暮あかね/アカネ・ソワール）
- サコミズ（迫水開治/サコミズ・カージナル）
- シズル（藤乃静留/シズル・ヴィオーラ）
- シホ（宗像志帆/シホ・ユイット）
- タクミ（鴇羽巧海/鴇羽巧海頭忠頼（TV版）またはタクミ十三世（漫画版））
- チエ（原田千絵/チエ・ハラード）
- トモエ（雛菊巴/トモエ・マルグリット）
- ナオ（結城奈緒/ジュリエット・ナオ・チャン）
- ナギ（炎凪/ナギ・ダイ・アルタイ）
- ナツキ（玖我なつき/ナツキ・クルーガー）
- ハルカ（珠洲城遥/ハルカ・アーミテージ）
- マシロ（風花真白/マシロ・ブラン・ド・ヴィントブルーム（共通）または真白、マシロくん（漫画版））
- ミドリ（杉浦碧/ミドリ）
- ミユ（深優・グリーア/ミユ(MIYU)（TV版）又はアイアンメイデンシリーズタイプ00-ミユ（漫画版））
- ヤヨイ（太田弥生/ヤヨイ・オールター）
- ヨウコ（鷺沢陽子/ヨウコ・ヘレネ）
- ユカリコ（真田紫子/ユカリコ・シュタインベルク）
- ユキノ（菊川雪之/ユキノ・クリサント）

同姓同名
- マイ（鴇羽舞衣/同左（TV版）またはMAI（漫画版））
- ユメミヤ・アリカ（夢宮ありか/アリカ・ユメミヤ）
- オクザキ・アキラ（尾久崎晶/同左（TV版）またはアキラ・オクザキ（漫画版））
- ジョン・スミス

名称または設定等変更者
- ミコト（美袋命/ミコト）舞-乙HiME初登場時は猫。その後猫神様（TV版）または人間形態（漫画版）として人の姿としても登場。
- 春妹/ニナ（春妹/ニナ・ウォン）
- 黎人/ラド（神崎黎人（美袋黎人）/ラドまたはレイト）
- 楯/セルゲイ（楯祐一/セルゲイ・ウォン（TV版）又はマシロくんの悪夢に登場する人物（漫画版））
- アリッサ（アリッサ・シアーズ/アリッサという名前の鳥（TV版）又はアリッサ・クルーガー（漫画版））
- 美也/ミーヤ（鈴木美也/ミーヤ・クロシェット）
- 小百合/リリエ（一ノ瀬小百合/リリエ・アディーン）
- サエコ（玖我紗江子（共通）又は九条むつみ（運命の系統樹）/サエコ・クルーガー（漫画版））
- 目盛/スケール（目盛三姉妹（漫画版）/スケール（漫画版））
- 亘/ワッタール（石上亘/ワッタール・イシガーミン）

別作品からの出演
- レナ（結城レナ/レナ・セイヤーズ（共通）またはレナ・ユメミヤ（漫画版））元ネタは新世紀GPXサイバーフォーミュラより
- レイラ（竜崎麗華/レイラ・マリポーサ（漫画版のみ））元ネタはエースをねらえ!より
- ジン（宗像仁/ジン（漫画版））元ネタはエースをねらえ!より
- ゼロ/伊織（ゼロ/伊織（プロジェクト共通））
- サラ・ギャラガー（サラ・ギャラガー/サラ・ギャラガー（TV版のみ））
- アブゾルート/ノブエ（アブゾルート/ノブエ（TV版のみ））
- グルメイ/リー・メイ（グルメイ/リー・メイ（TV版のみ））
- ヴィッター/ジャンヌ（ヴィッター/ジャンヌ（TV版のみ））

### 設定の違い
舞-HiME
- 舞台設定 - 日本国内の風華学園
- 作品設定 - その学園内で発生する怪物（オーファン）と登場人物の戦いから始まる。
- 主要キャラクター
  - 風華学園関係者中心
  - 主人公-鴇羽舞衣/玖我なつき/美袋命

舞-乙HiME
- 舞台設定
  - アニメ：地球外の植民惑星エアルにあるガルデローベ学園
  - 漫画：未来の地球にあるガルデローベ学園

- 作品設定 - 主人公達が「オトメ」になるためにその学園内で修行する。
- 主要キャラクター
- ガルデローベ関係者（卒業生であるマイスターオトメを含む）と各国首脳
- 主人公-アリカ・ユメミヤ/マシロ・ブラン・ド・ヴィントブルーム/ニナ･ウォン/エルスティン・ホー

## 関連作品
- アイドルマスター XENOGLOSSIA - サンライズ制作のテレビアニメ。舞-HiMEプロジェクトの手法を取り入れ、原案ゲームから設定を変更している[1]。